# Bringing Out the Dead
Bringing Out the Dead är en amerikansk film från 1999 i regi av Martin Scorsese. Filmens manus skrevs av Paul Schrader, baserat på Joe Connellys roman med samma namn från 1998. Huvudrollerna i filmen spelades av Nicolas Cage, Patricia Arquette, John Goodman, Ving Rhames och Tom Sizemore.

## Rollista i urval
- Nicolas Cage - Frank Pierce
- Patricia Arquette - Mary Burke
- John Goodman - Larry
- Ving Rhames - Marcus
- Tom Sizemore - Tom Wolls
- Marc Anthony - Noel
- Cliff Curtis - Cy Coates
- Mary Beth Hurt - Nurse Constance
- Aida Turturro - Nurse Crupp
- Phyllis Somerville - Mrs. Burke
- Queen Latifah - Operatör Love (röst)
- Martin Scorsese - Operatör (röst)